# 瑞澂
瑞澂（1863年—1915年），字莘儒，号心如，博尔济吉特氏，满洲正黄旗人，为大学士琦善之孙，黑龙江将军恭镗之子。清末政治家，末任湖广总督。

## 生平
瑞澂少年时纨绔成性，与劳子乔（清末大臣劳乃宣之子）、岑春煊并称“京城三恶少”。后为贡生，光緒十一年（1885年），捐納笔帖式，入刑部學習行走，隨後補刑部督捕司筆帖式。十二年（1886年），以筆帖式留神機營差委，值刑部提牢廳。十五年（1889年）升刑部奉天司主事。十七年（1891年）兼秋審處行走，加四品銜。十九年（1893年），升任刑部员外郎，掌司務廳印鑰。二十年（1894年），掌江蘇司印鑰。二十二年（1896年），以刑部員外郎充秋審處坐辦、會典館滿協修官。二十四年（1898年），掌四川司印鑰，兼清檔房幫總辦，後調任戶部緞疋庫員外郎。二十七年（1901年），辛丑和約議成，充任京城善後協巡總局提調官，在步軍統領衙門行走。隨後外放，任江西饒廣九南道，兼管九江關監督，加二品銜。
二十八年（1902年），署理江西按察使，兼總辦江西巡警事務。瑞澂於江西官聲良好，三十二年（1906年），調任江蘇蘇松太道，负责与各国交涉。任内奉命在辖境内禁绝鸦片，即建立警察部队。三十三年（1907年）底，升授江西按察使，旋即调任江苏按察使、江蘇布政使。江蘇布政使任內督辦苏州、松江、太仓、杭州、嘉兴、湖州六地緝捕清鄉事宜，向外国购买军舰，编成内河水师，一举击溃盘踞太湖一带的水賊，擒获匪首夏竹、林声为。
宣統元年（1909年），因与时任两江总督端方不睦，上表稱病，乞求辞官，清廷慰留。但總督端方惜其才，密薦之，朝廷升授其为江苏巡抚。巡撫任內澄清吏治、整肅軍紀、加強警政，在任期间欣赏培植戴季陶。他同时与张謇等立宪运动首脑和载泽等掌权大臣保持着良好的关系，声名鹊起。年底，署理湖广总督。
二年（1910年），抵達湖北，隨即實授湖广总督，會辦鹽政大臣。瑞澂彈劾及罷黜巡警道馮啟鈞、勸業道鄒履和。湖南因飢荒生變，又彈劾原任國子監祭酒的鄉紳王先謙、原任主事葉德輝、楊鞏、候補道員孔憲教趁災荒發生大肆爭購糧食，囤積居奇，牟取暴利，阻撓新政，朝廷對他們分別嚴懲，自此威望益著。10月，与锡良领衔联名十八省督抚致电军机处，请速开国会，成立责任内阁。其時朝廷籌備立憲，瑞澂希風指，凡置警、興學、設諮議局、立審檢，一切皆治辦。名流如張謇輩咸與結驩，而宗室載澤方用事，則又為其姻親，聲勢在南洋大臣、北洋大臣之上。
三年（1911年），瑞澂为与调任四川总督的端方争功，提出修建川汉铁路，被任命为总办。俄而四川保路运动兴起，瑞澂采纳新军第八镇统制張彪的意见，调遣湖北军队赴川鄂边境，准备进军四川。八月十九（10月9日），汉口俄租界巡捕破获武汉革命党人秘密据点，缴获党人名册，多列军人姓名。俄方将资料移交给清政府。湖北布政司陈树屏建议销毁名册以安众心，而督府师爷张梅生力劝瑞澂按名捕之，瑞澂听张的意见，获三十二人，斬殺彭楚藩、劉復基、楊洪勝三人，於是军心骚动，翌日爆发武昌起义，瑞澂弃城而走，清廷革除其職，但仍命令其權攝總督事，以圖戴罪立功。朝廷令陸軍大臣廕昌督師討伐，薩鎮冰率兵艦、程允和率水師援之，但瑞澂已乘楚豫号兵艦從漢口，經過蕪湖、九江、逃到上海。不久闻听清朝政府欲治其罪，遂再逃日本。
1912年，中華民國成立，清帝退位後，瑞澂返回上海，在上海居住四年，1915年病卒。

## 家庭
- 父一等候、黑龙江将军恭镗。
- 胞兄光緒十二年（1886年）丙戌科进士瑞洵。
- 夫人，载泽的姐姐。
- 林保華自述其母是瑞澂的孙女。

## 延伸阅读
[在维基数据编辑]
 《清史稿·卷471》，出自趙爾巽《清史稿》
 在维基共享资源阅览影像